# Пангасиевые
Пангасиевые (лат. Pangasiidae) — семейство лучепёрых рыб из отряда сомообразных (Siluriformes).
Обитают в пресной, солоноватой и морской воде (только один вид — Pangasius krempfi) в Южной Азии от Пакистана до Калимантана. Максимальная длина до 3 м, максимальная масса 300 кг (Pangasianodon gigas).

## Классификация
В семейство включают 4 рода и 28 видов:
- Helicophagus Bleeker, 1858
- Pangasianodon Chevey, 1931
- Pangasius Valenciennes in Cuvier & Valenciennes, 1840
- Pseudolais Vaillant, 1902